# Ганзургу
Ганзургу (фр. Ganzourgou) — одна из 45 провинций Буркина-Фасо. Находится в области Центральное Плато, столица провинции — Зорго. Площадь Ганзургу — 4178 км².
Население по состоянию на 2006 год — 319 830 человек.

## Административное деление
Ганзургу подразделяется на 8 департаментов.